# Amen (Ana Soklič-dal)
Az  Amen (magyarul: Ámen) Ana Soklič szlovén énekesnő dala, mellyel Szlovéniát képviselte a 2021-es Eurovíziós Dalfesztiválon Rotterdamban. A dal belső kiválasztás során nyerte el a dalversenyen való indulás jogát.

## Eurovíziós Dalfesztivál
2020. február 22-én vált hivatalossá, hogy az szlovén műsorsugárzó által megszervezett nemzeti döntő alatt megszerzett győzelemmel Ana Sokličt választották ki a nézők és a szakmai zsűri az ország képviseletére a 2020-as Eurovíziós Dalfesztiválon. Március 18-án az Európai Műsorsugárzók Uniója bejelentette, hogy 2020-ban nem tudják megrendezni a versenyt a COVID–19-koronavírus-világjárvány miatt. A szlovén műsorsugárzó jóvoltából az énekesnő lehetőséget kapott az ország képviseletére a következő évben egy új versenydallal. A versenydalt február 27-én mutatták be a 2021-es EMA gálaműsor végén. Ezt követően került fel a dalfesztivál hivatalos YouTube-csatornájára.
Érdekesség, hogy az osztrák előadó, Vincent Bueno versenydala is ugyanezzel a címmel rendelkezik. Végül egyik dal se jutott tovább a döntőbe.
Az Eurovíziós Dalfesztiválon a dalt először a május 18-án rendezett első elődöntőben adták elő, a fellépési sorrendben másodikként, a litván The Roop Discoteque című dala után és az orosz Manizha Russian Woman című dala előtt. Az elődöntőben a nézői szavazatok és a nemzetközi zsűrik pontjai alapján nem került be a dal a május 22-én megrendezésre került döntőbe. Összesítésben 44 ponttal a 13. helyen végzett.
A következő szlovén induló az LPS Disko című dala volt a 2022-es Eurovíziós Dalfesztiválon.